# Humboldtova struja
Humboldtova struja (Često ju u nazivaju i Peruanska struja) je hladna morska struja uz zapadnu obalu južne Amerike. Ime je dobila po njemačkom prirodoslovcu Aleksandru von Humboldtu. Kreće se od Antarktike paralelno s obalom prema sjeveru. 
Niske temperature voda koje dolaze s Antarktike uzrokuju da je prosječna temperatura mora uz južnoameričku obalu oko 7-8°C niža od temperature vode na otvorenom oceanu na istoj zemljopisnoj širini.
Humboldtova struja smatra se visoko produktivnim ekosustavom, najproduktivnijim morskim ekosustavom uopće. Procjenjuje se, da iz ovog sustava dolazi 18-20% svjetskog ulova ribe.
Hladna morska voda hladi i zrak. Posljedica toga je, da su obalna područja pored kojih prolazi Humboldtova struja vrlo siromašna padalinama sa svim obilježjima pustinja, pa se tako tu nalazi i pustinja Atacama u Čileu.
Kad nastupi El Niño, struja gubi na snazi i gotovo prestaje.